# Croix de chemin de Saint-Juéry
La croix de chemin de Saint-Juéry est une croix située à Saint-Juéry, en France.

## Localisation
La croix est située sur la commune de Saint-Juéry, dans le département français de la Lozère.

## Historique
L'édifice est classé au titre des monuments historiques en 1910.